# Чудеса Артемия Антиохийского
Чудеса Артемия Антиохийского (греч. Διήγησις τῶν θαυματῶν τοῦ ἀγίου καί ἐνδόξου μεγαλομάρτυρος καί θαυματούργου Ἀρτέμιου) — анонимный византийский текст VII века, повествующий о чудесных событиях, связанных с культом Артемия Антиохийского. 
Текст представляет собой собрание рассказов о чудесах, посмертно совершенных Артемием Антиохийским.  Всего в тексте содержится 45 рассказов. «Чудеса» сравнительно мало обработаны литературно, в нем не прослеживается какой-либо сложной композиции. Главным принципом организации текста является расположение рассказов по размеру: самые крупные рассказы помещаются в середине, а более мелкие — в конце и в начале. 
Происходящие в тексте сверхъестественные события связаны с храмом Иоанна Предтечи, находившемся в Константинопольском районе Оксия. В этом храме находилась крипта с саркофагом св. Артемия Антиохийского, мощи, как считалось, обладали целительной силой. В частности, к нему обращались страдавшие от грыж и от проблем с тестикулами. В той же церкви находился придел св. Февронии, к которой обращались женщины, страдавшие от женских болезней.  
В тексте «Чудес» Артемий является больным во сне и чудесным образом избавляет людей от страданий, либо, наоборот, насылает заболевание на грешников. Чаще всего исцеление происходит после ночевки. 
В «Чудесах» отражается городская жизнь Константинополя второй половины VII века. Среди героев этого текста обнаруживаются ремесленники, преступники и прочие представители низших слоев столичного общества. 
Славянский перевод «Чудес» содержится в Великих Четьих-Менеях.